# Eloise Harriet Stannard
Eloise Harriet Stannard (Norwich, 1 de fevereiro de 1829 – Norwich, 2 de fevereiro de 1915) foi uma pintora britânica do século XIX, conhecida por seu trabalho de natureza morta. Ela foi uma das duas únicas artistas mulheres notáveis associadas à Escola de Pintores de Norwich, o primeiro movimento artístico provincial da Grã-Bretanha.

## Biografia
Eloise Harriet Stannard nasceu em Norwich, Norfolk, em 1 de fevereiro de 1829, e foi batizada em 12 de fevereiro em St Peter Parmentergate, Norwich. Ela foi uma das catorze filhas do pintor de paisagens e professor de desenho Alfred Stannard e Martha Stannard. O tio dela era o pintor Joseph Stannard; seu pai e seu tio eram membros da Escola de pintores de Norwich, o primeiro movimento artístico provincial da Grã-Bretanha. Eloise e sua tia Emily Coppin Stannard (esposa de Joseph) se tornariam as únicas duas mulheres artistas notáveis associadas à Escola de Norwich.
Stannard provavelmente foi treinado como artista por seu pai, e seu estilo foi influenciado pela pintura tradicional holandesa de natureza morta, especialmente o artista Jan van Huysum. Seus assuntos eram principalmente frutas - particularmente frutas não cultivadas na Inglaterra - empilhadas em cestas e tigelas, contra um fundo monocromático à luz natural e às vezes acentuadas com pequenos insetos. Suas belas pinceladas e várias camadas de tinta produziam uma superfície caracteristicamente luminosa. Stannard é hoje considerada uma das pintoras de natureza morta mais talentosas da Grã-Bretanha.
Stannard sofria de problemas de saúde, mas ainda mantinha uma carreira ativa como pintora, exibindo-se regularmente e se tornando tão bem-sucedida que nunca precisou receber alunos, como costumava ser o caso de mulheres artistas no século XIX. Ela começou a expor em 1852, exibindo na British Institution (1852-1866), na Royal Academy of Art (1856–1993), na Royal Society of British Artists (1856) e no Royal Glasgow Institute (1861).
Em 1857, ela recebeu uma homenagem escrita por George Nicol, secretário da Instituição Britânica, que escreveu: "Não posso deixar de aproveitar esta oportunidade para lhe dizer que o Sr. Lance me disse no dia do envernizamento: 'Sr. Nicol, é realmente muito ruim colocar uma foto como aquela nas paredes - apontando para a foto circular. "Por quê?" "Porque é tão bom. ' Depois fomos até lá, e ele a admirou o tempo todo, mas principalmente a pintura das uvas, que ele disse ser linda. "Gosto de ver essas coisas; elas me colocam no meu valor." Perguntei-lhe se ele sabia quem era pintado. Ele respondeu: "Não". "É de uma senhora, senhorita Stannard". "Então faz o crédito infinito dela." Levei-o para sua outra foto, com a qual ele também estava muito satisfeito, mas a circular parece ser a favorita dele. A apreciação dele pelos méritos de suas fotos deve, creio, ser gratificante para você ouvir".
Em 1871, Eloise Stannard recebeu um convite do Comitê da Escola Feminina de Artes, que pediu que ela fosse uma juíza da escola. Sua saúde debilitada a impediu de aceitar o convite.
Ela se tornou membro da Society of Women Artists em 1871. Depois de 1873, quando, após a morte de sua mãe, ela assumiu responsabilidades familiares extras, suas pinturas se tornaram menores e sua carreira em exposições declinou.

Uma de suas pinturas, Morangos em uma tampa de vidro com uma tigela de vidro de framboesas atrás (1896), está no Castelo de Norwich, que tem a maior coleção de obras de artistas da Escola de Norwich. 

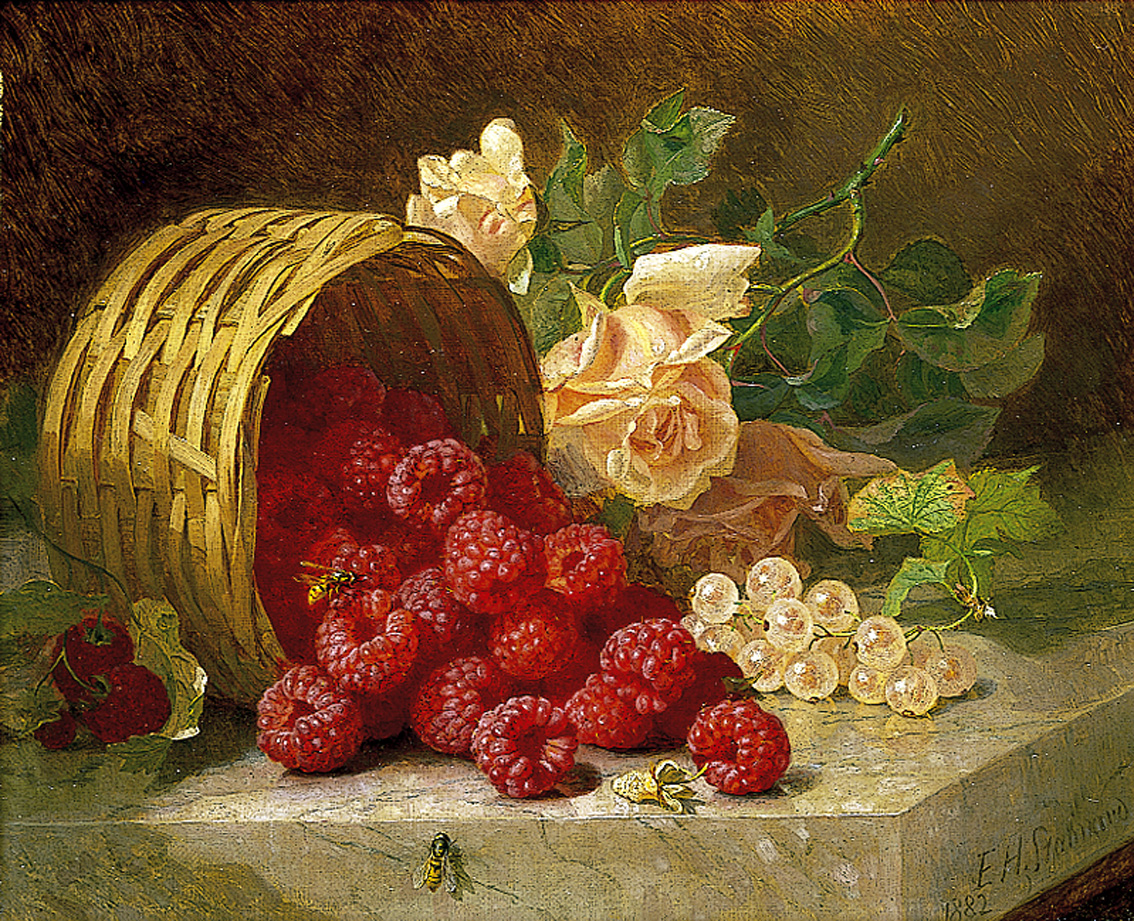
Cesta virada com framboesas, groselhas brancas e rosas (1882), coleções dos museus de Norfolk
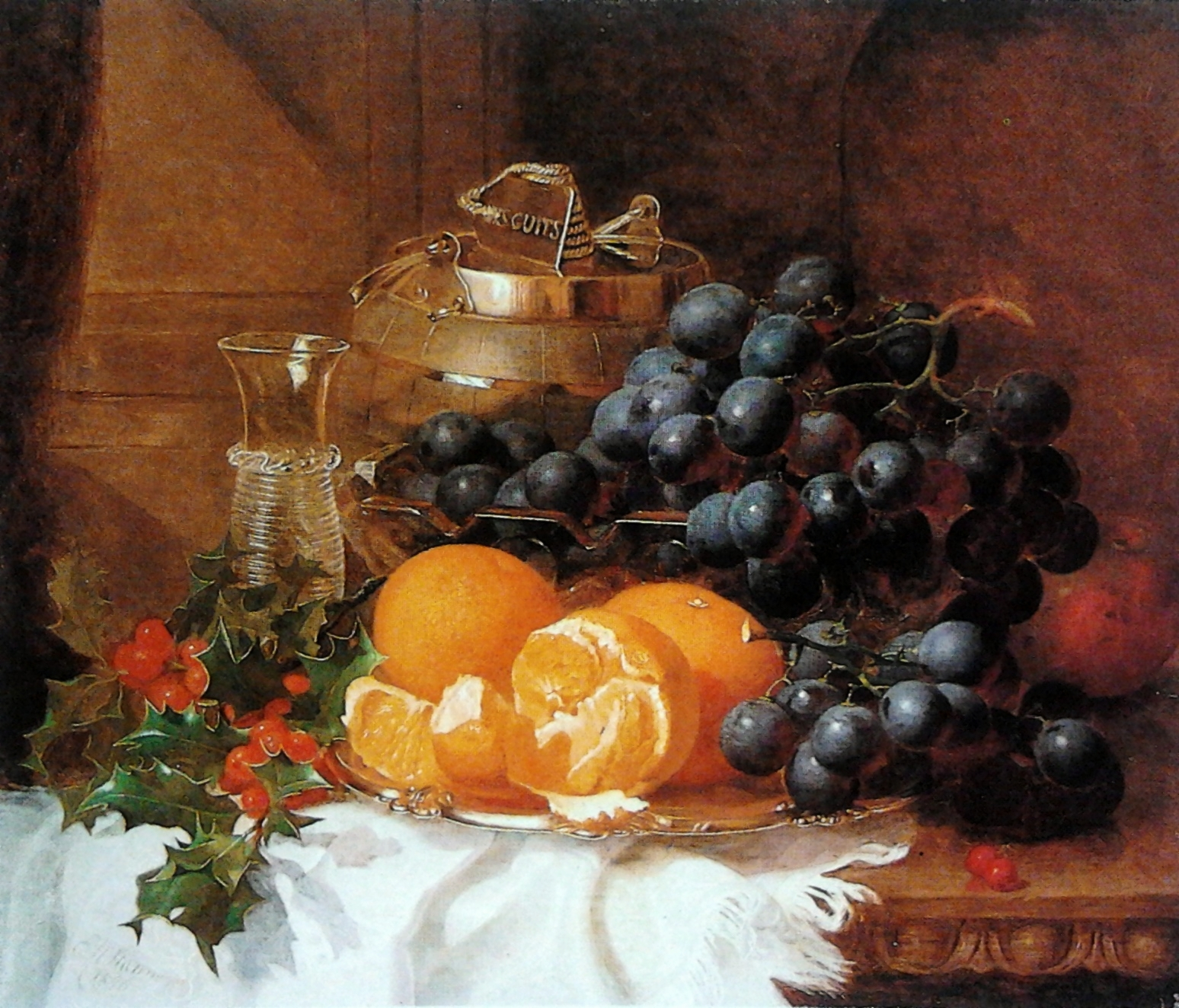
Ainda vida de Natal (1886), coleção do Museu de João Paulo II
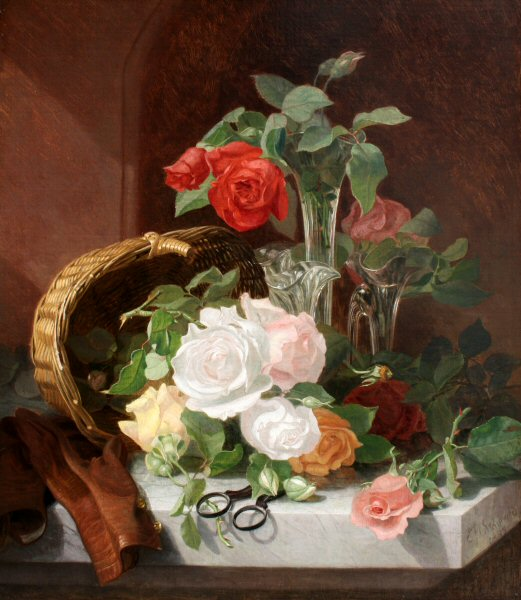
Natureza morta de flores em um Epergne de vidro em uma borda de mármore com luvas, cesta de vime e tesoura (1889),